# Olympische Sommerspiele 2008/Leichtathletik – 400 m Hürden (Männer)

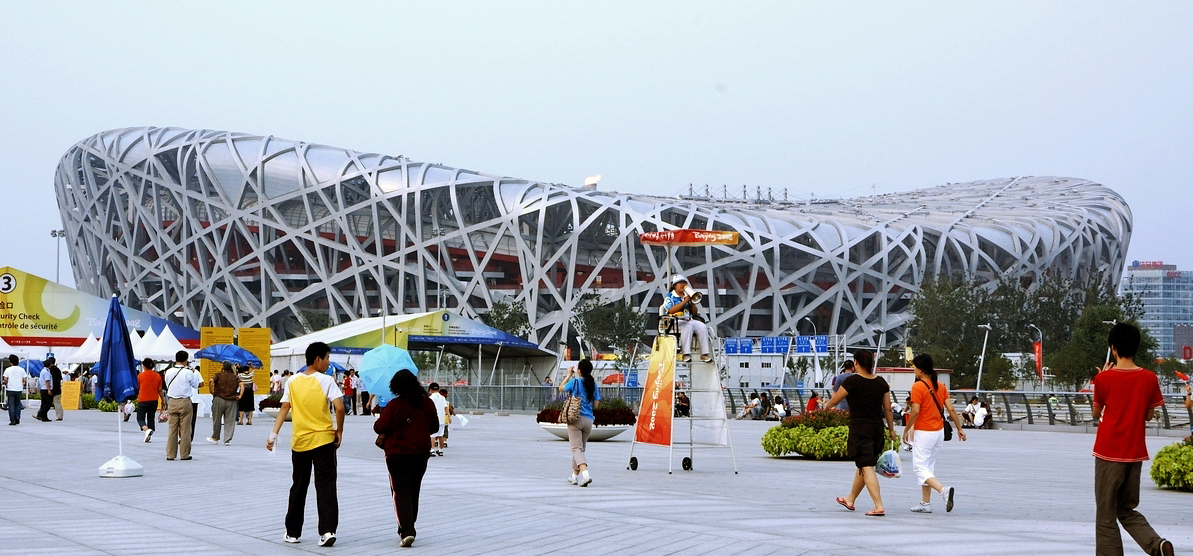
Das Vogelnest – Olympiastadion von Peking

Der 400-Meter-Hürdenlauf der Männer bei den Olympischen Spielen 2008 in Peking wurde vom 15. bis 18. August 2008 im Nationalstadion Peking ausgetragen. 26 Athleten nahmen daran teil.
Es gab einen dreifachen US-Sieg. Goldmedaillengewinner wurde Angelo Taylor, Silber ging an Kerron Clement, und Bronze errang Bershawn Jackson.

## Aktuelle Titelträger
| Olympiasieger 2004                      | Félix Sánchez ( Dominikanische Republik) | 47,63 s | Athen 2004          |
| Weltmeister 2007                        | Kerron Clement ( USA)                    | 47,61 s | Ōsaka 2007          |
| Europameister 2006                      | Periklis Iakovakis ( Griechenland)       | 48,46 s | Göteborg 2006       |
| Panamerikanischer Meister 2007          | Adam Kunkel ( Kanada)                    | 48,24 s | Rio de Janeiro 2007 |
| Zentralamerika und Karibik-Meister 2008 | Isa Phillips ( Jamaika)                  | 49,98 s | Cali 2008           |
| Südamerika-Meister 2007                 | Raphael Fernandes ( Brasilien)           | 49,81 s | São Paulo 2007      |
| Asienmeister 2007                       | Jewgeni Meleschenko ( Kasachstan)        | 50,01 s | Amman 2007          |
| Afrikameister 2008                      | Louis Jacobus van Zyl ( Südafrika)       | 48,91 s | Addis Abeba 2008    |
| Ozeanienmeister 2008                    | Mowen Boino ( Papua-Neuguinea)           | 52,07 s | Saipan 2008         |

## Bestehende Rekorde
| Weltrekord         | 46,78 s | Kevin Young ( USA) | Finale OS Barcelona, Spanien | 6. August 1992 |
| Olympischer Rekord | 46,78 s | Kevin Young ( USA) | Finale OS Barcelona, Spanien | 6. August 1992 |

Der bestehende Olympiarekord, gleichzeitig Weltrekord, wurde bei diesen Spielen nicht erreicht. Im schnellsten Rennen, dem Finale am 18. August, verfehlte der US-amerikanische Olympiasieger Angelo Taylor mit seinen 47,25 s diesen Rekord um 47 Hundertstelsekunden.

## Vorläufe
Es fanden vier Vorläufe statt. Die jeweils drei ersten Hürdenläufer (hellblau unterlegt) sowie weitere vier zeitschnellste Athleten (hellgrün unterlegt) qualifizierten sich für die Halbfinals.

### Vorlauf 1
15. August 2008, 21:55
| Platz | Name               | Nation    | Zeit    |
| ----- | ------------------ | --------- | ------- |
| 1     | Bershawn Jackson   | USA       | 49,20 s |
| 2     | Pieter de Villiers | Südafrika | 49,24 s |
| 3     | Mahau Suguimati    | Brasilien | 49,45 s |
| 4     | Jonathan Williams  | Belize    | 49,61 s |
| 5     | Kenji Narisako     | Japan     | 49,63 s |
| 6     | Edivaldo Monteiro  | Portugal  | 49,89 s |
| 7     | Harouna Garba      | Nigeria   | 55,14 s |

### Vorlauf 2
15. August 2008, 22:05
| Platz | Name                 | Nation    | Zeit    |
| ----- | -------------------- | --------- | ------- |
| 1     | Angelo Taylor        | USA       | 48,67 s |
| 2     | Danny McFarlane      | Jamaika   | 48,86 s |
| 3     | Alwyn Myburgh        | Südafrika | 48,92 s |
| 4     | Bayano Kamani        | Panama    | 49,05 s |
| 5     | Alexander Derewjagin | Russland  | 49,19 s |
| 6     | Ibrahima Maïga       | Mali      | 50,57 s |

### Vorlauf 3
15. August 2008, 22:15
| Platz | Name                  | Nation              | Zeit    | Anmerkung |
| ----- | --------------------- | ------------------- | ------- | --------- |
| 1     | Markino Buckley       | Jamaika             | 48,65 s | PB        |
| 2     | Louis Jacobus van Zyl | Südafrika           | 48,86 s |           |
| 3     | Marek Plawgo          | Polen               | 49,17 s |           |
| 4     | Javier Culson         | Puerto Rico         | 49,60 s |           |
| 5     | Meng Yan              | Volksrepublik China | 49,73 s |           |
| 6     | Alexei Pogorelow      | Kirgisistan         | 51,47 s |           |

### Vorlauf 4

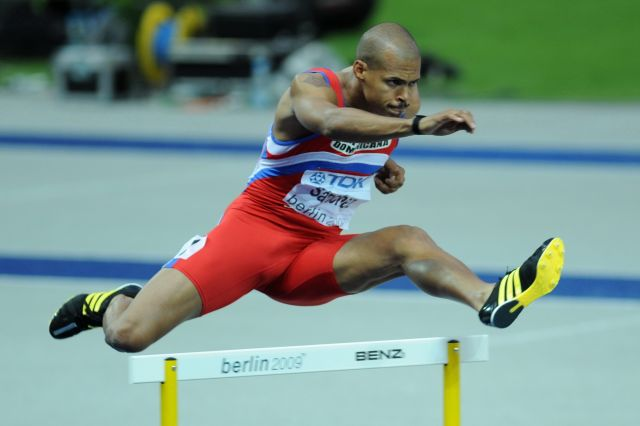
Schon im Vorlauf musste der Olympiasieger von 2004 Félix Sánchez verletzungsbedingt die Segel streichen

15. August 2008, 22:25
| Platz | Name                | Nation                  | Zeit    |
| ----- | ------------------- | ----------------------- | ------- |
| 1     | Kerron Clement      | USA                     | 49,42 s |
| 2     | Periklis Iakovakis  | Griechenland            | 49,50 s |
| 3     | Isa Phillips        | Jamaika                 | 49,55 s |
| 4     | Dai Tamasue         | Japan                   | 49,82 s |
| 5     | Félix Sánchez       | Dominikanische Republik | 51,10 s |
| 6     | Mowen Boino         | Papua-Neuguinea         | 51,47 s |
| DNF   | Jewgeni Meleschenko | Kasachstan              |         |

## Halbfinale
Das Halbfinale wurde in zwei Läufen ausgetragen, in welchen sich die vier besten Sprinter (hellblau unterlegt) für das Finale qualifizierten.

### Lauf 1

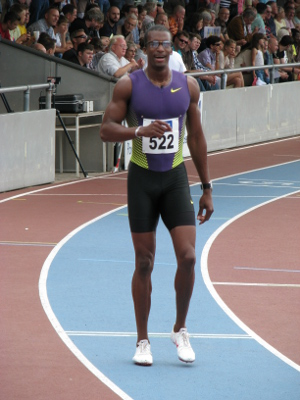
Isa Phillips – ausgeschieden als Fünfter des ersten Halbfinals
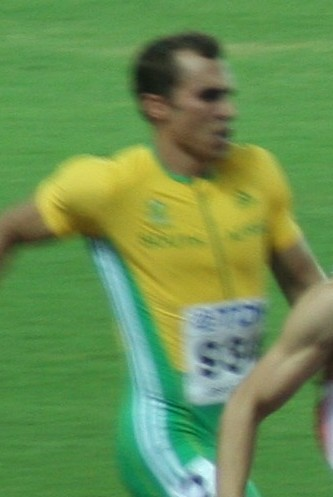
Pieter de Villiers – ausgeschieden als Siebter des ersten Halbfinals
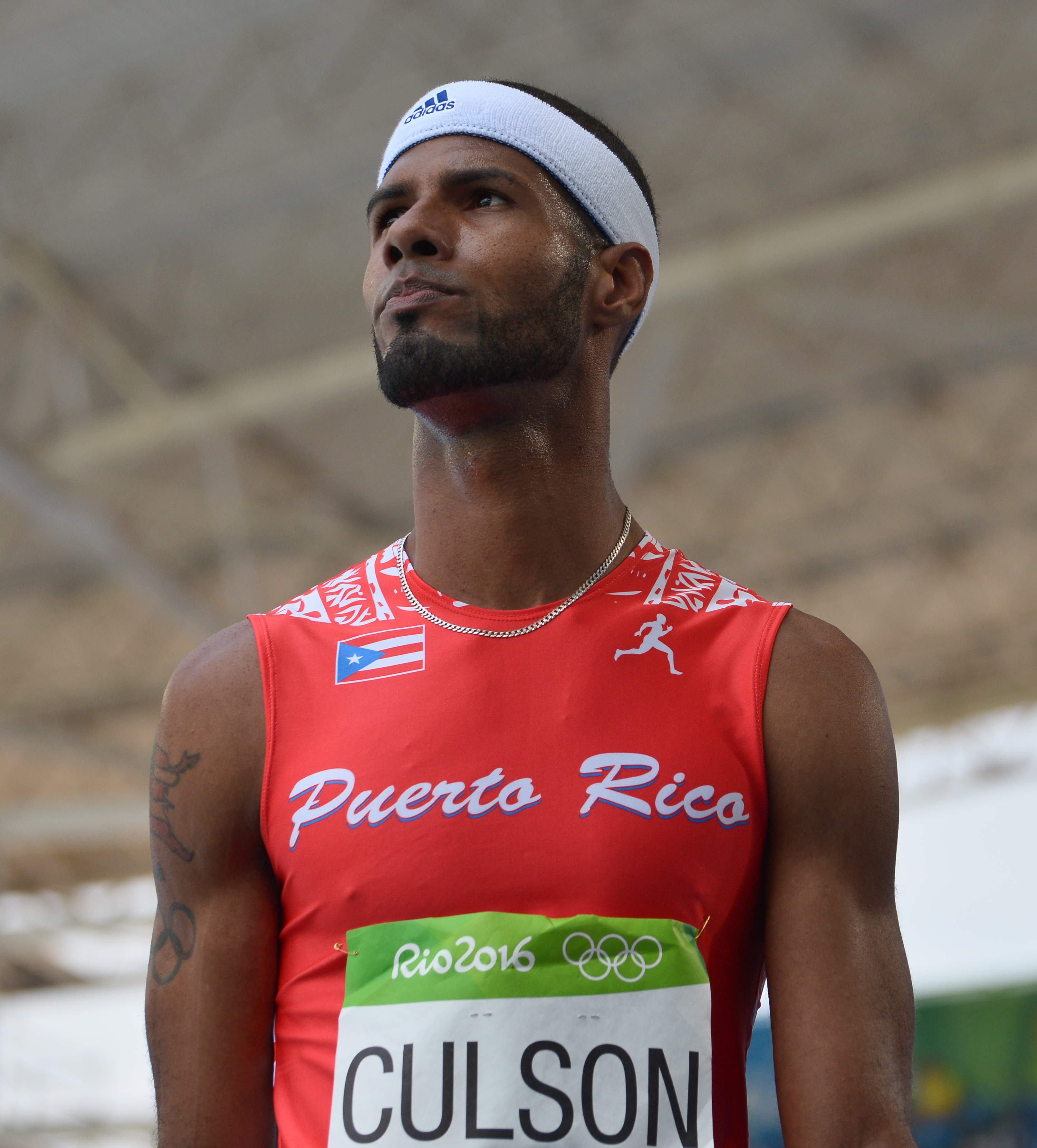
Javier Culson – ausgeschieden als Achter des ersten Halbfinals

16. August 2008, 21:15 Uhr
| Platz | Name                  | Nation      | Zeit    |
| ----- | --------------------- | ----------- | ------- |
| 1     | Angelo Taylor         | USA         | 47,94 s |
| 2     | Bershawn Jackson      | USA         | 48,02 s |
| 3     | Louis Jacobus van Zyl | Südafrika   | 48,57 s |
| 4     | Marek Plawgo          | Polen       | 48,75 s |
| 5     | Isa Phillips          | Jamaika     | 48,85 s |
| 6     | Alexander Derewjagin  | Russland    | 49,23 s |
| 7     | Pieter de Villiers    | Südafrika   | 49,44 s |
| 8     | Javier Culson         | Puerto Rico | 49,85 s |

### Lauf 2
16. August 2008, 21:24 Uhr
| Platz | Name               | Nation       | Zeit    |
| ----- | ------------------ | ------------ | ------- |
| 1     | Kerron Clement     | USA          | 48,27 s |
| 2     | Danny McFarlane    | Jamaika      | 48,33 s |
| 3     | Markino Buckley    | Jamaika      | 48,50 s |
| 4     | Periklis Iakovakis | Griechenland | 48,69 s |
| 5     | Alwyn Myburgh      | Südafrika    | 49,16 s |
| 6     | Jonathan Williams  | Belize       | 49,64 s |
| 7     | Mahau Suguimati    | Brasilien    | 50,16 s |
| 8     | Bayano Kamani      | Panama       | 50,45 s |

## Finale
18. August 2008, 22:00 Uhr
| Platz | Name                  | Nation       | Zeit    | Anmerkung |
| ----- | --------------------- | ------------ | ------- | --------- |
| 1     | Angelo Taylor         | USA          | 47,25 s | PB        |
| 2     | Kerron Clement        | USA          | 47,98 s |           |
| 3     | Bershawn Jackson      | USA          | 48,06 s |           |
| 4     | Danny McFarlane       | Jamaika      | 48,30 s |           |
| 5     | Louis Jacobus van Zyl | Südafrika    | 48,42 s |           |
| 6     | Marek Plawgo          | Polen        | 48,52 s |           |
| 7     | Markino Buckley       | Jamaika      | 48,60 s |           |
| 8     | Periklis Iakovakis    | Griechenland | 49,96 s |           |

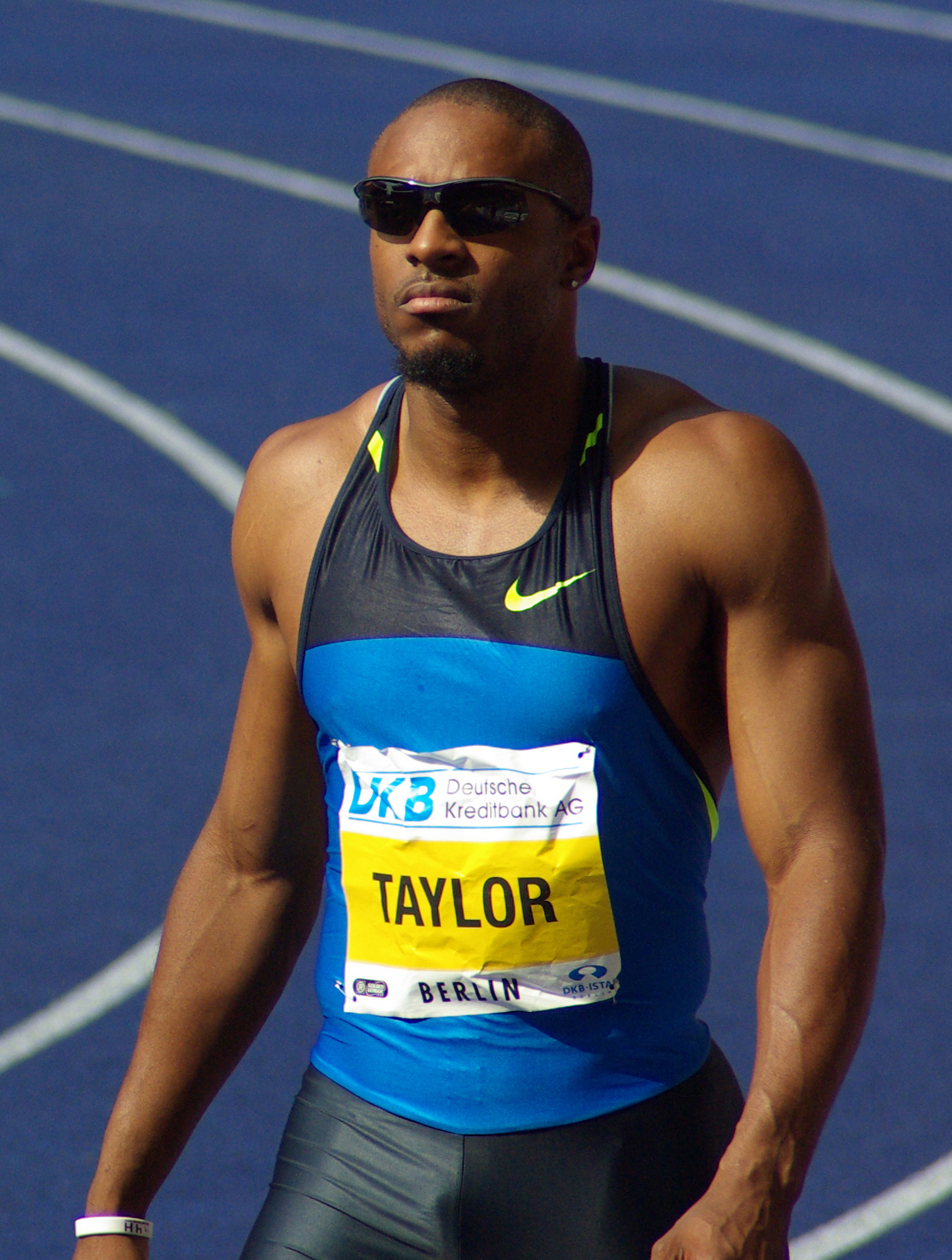
Angelo Taylor – nach acht Jahren
zum zweiten Mal Olympiasieger

Als Favoriten waren vor allem der US-amerikanische Weltmeister von 2007 Kerron Clement, sein Vorgänger als Weltmeister von 2005 Bershawn Jackson, ebenfalls USA, anzusehen. Starke Konkurrenz kam mit dem Vizeweltmeister von 2007 und Olympiasieger von 2004 Félix Sánchez aus der Dominikanischen Republik sowie dem Olympiasieger von 2000 Angelo Taylor, der sich im Halbfinale in sehr guter Form gezeigt hatte, aus dem eigenen Lager. Allerdings trat Sánchez verletzungsgeschwächt in Peking an und schied bereits im Vorlauf aus. Zum weiteren Favoritenkreis gehörten der WM-Dritte Marek Plawgo aus Polen, der WM-Fünfte Danny McFarlane aus Jamaika sowie der Grieche Periklis Iakovakis als amtierender Europameister und WM-Sechster von 2007.
Im Finale traten drei US-Amerikaner, zwei Jamaikaner sowie je ein Läufer aus Griechenland, Polen und Südafrika an.
Mitfavorit Taylor beherrschte dieses Rennen ganz eindeutig. Schon auf der Gegengeraden lag er deutlich vorne. Er bewies auch auf den letzten hundert Metern großes Stehvermögen. So wurde Angelo Taylor Olympiasieger mit einem Vorsprung von 73 Hundertstelsekunden. Um die Silbermedaille kämpften seine Landsleute Clement und Jackson. Auf der Zielgeraden setzte sich Kerron Clement schließlich durch und wurde Zweiter acht Hundertstelsekunden vor Bershawn Jackson. Die US-Amerikaner holten sich hier alle Medaillen. Danny McFarlane wurde Vierter vor Louis Jacobus van Zyl und Marek Plawgo als bestem Europäer.
Angelo Taylor wiederholte seinen Olympiasieg von Sydney im Jahre 2000.
Für die Vereinigten Staaten war es der bereits achtzehnte Olympiasieg im 24. olympischen Finale über 400 Meter Hürden. Zum fünften Male gewannen die US-Amerikaner alle drei Medaillen. Bei den Spielen zuvor waren sie ganz ohne Edelmetall geblieben.

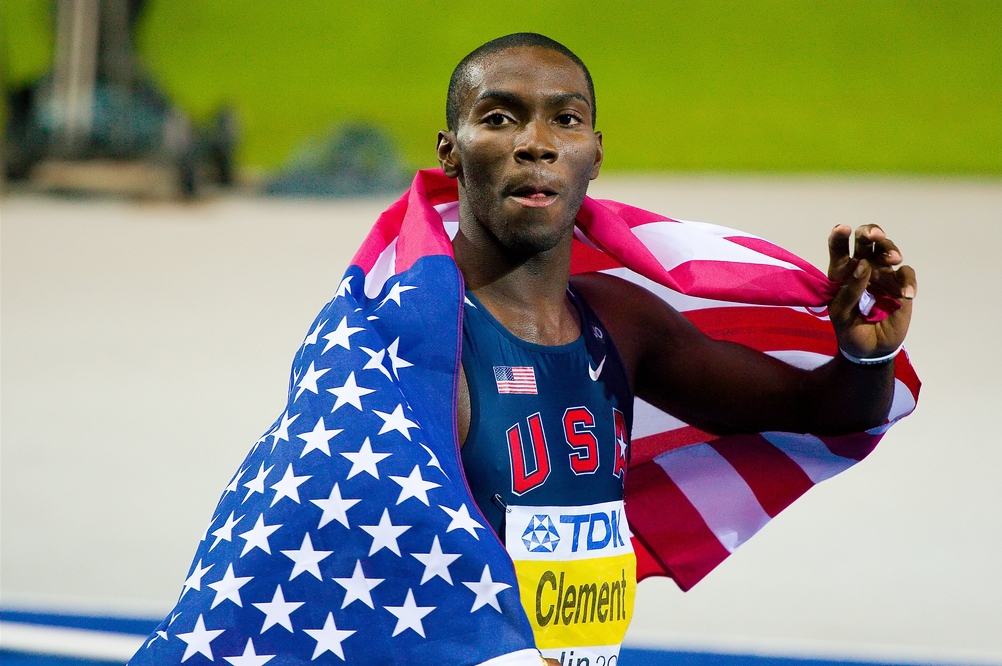
Silber für Kerron Clement
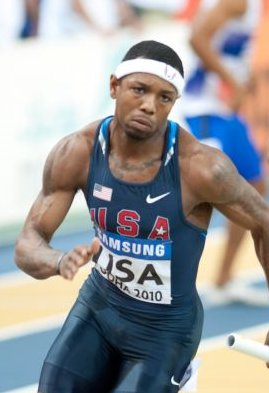
Bronzemedaillengewinner Bershawn Jackson
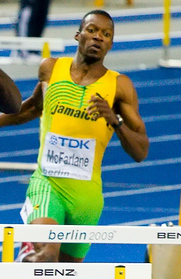
Danny McFarlane belegte Rang vier

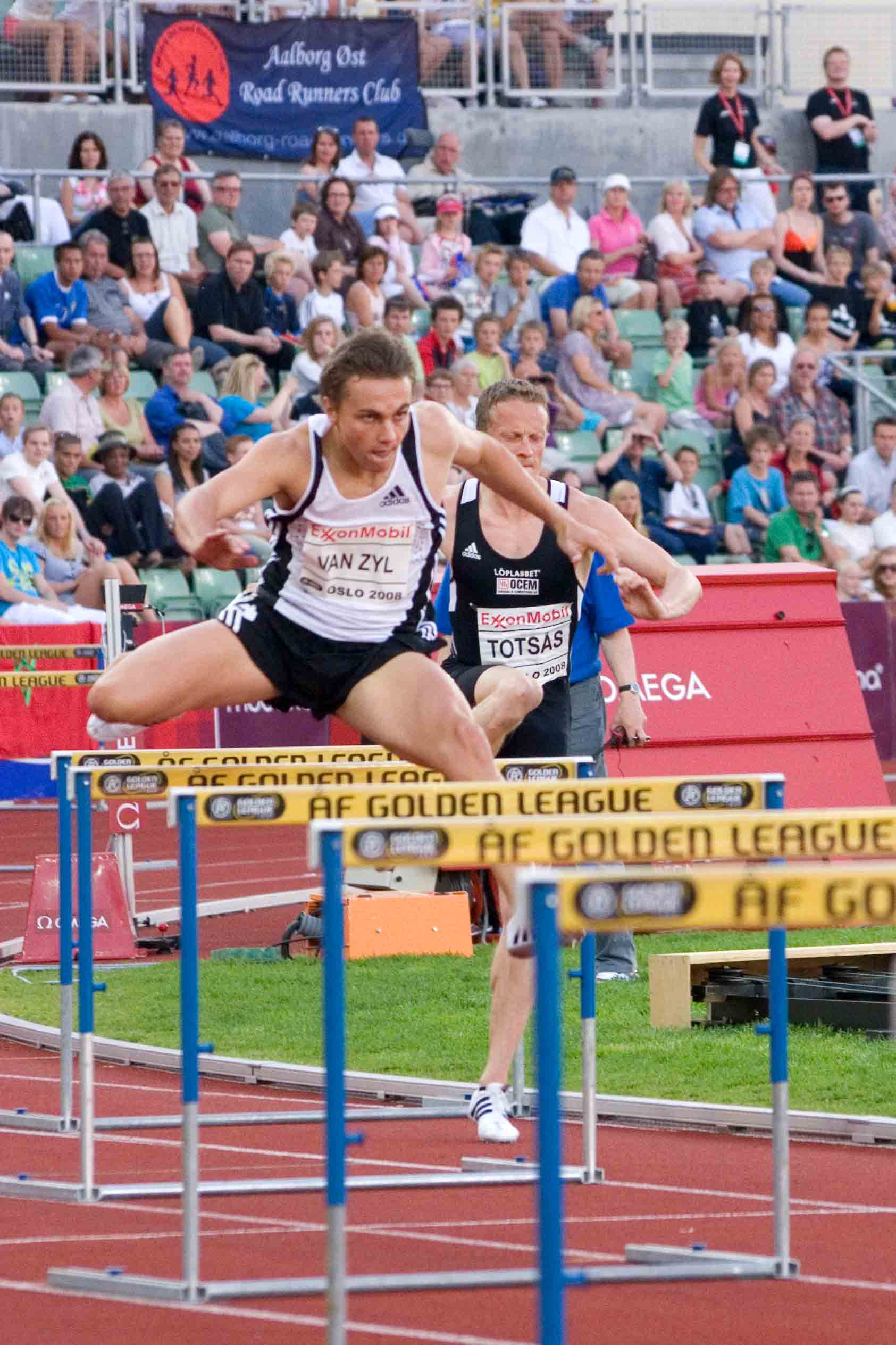
Platz fünf für Louis Jacobus van Zyl
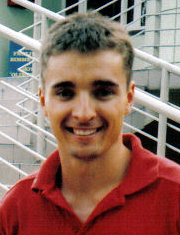
Der sechstplatzierte Marek Plawgo
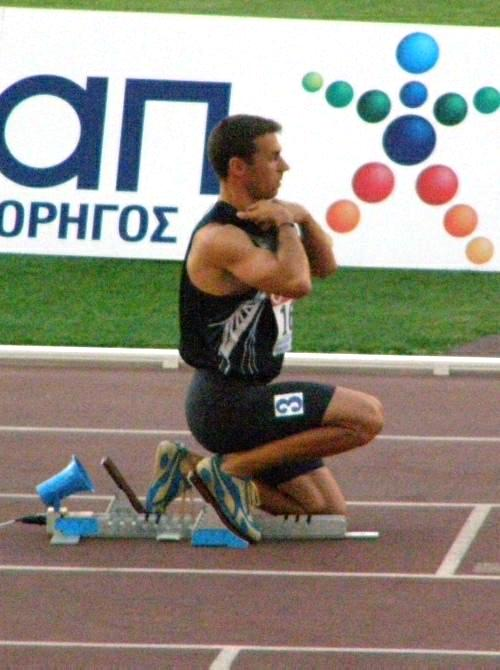
Periklis Iakovakis kam im Finale auf den achten Platz

## Videolinks
- Athletics - Women's 400M Hurdles - Final - Beijing 2008 Summer Olympic Games, youtube.com, abgerufen am 6. März 2022
- Angelo Taylor 400 Meter Hurdle Olympic Victory, youtube.com, abgerufen am 1. Juni 2018